# Parafia św. Włodzimierza w Ohagamiut
Parafia św. Włodzimierza – parafia prawosławna w Ohagamiut, w dekanacie Russian Mission diecezji Alaski Kościoła Prawosławnego w Ameryce.
Według informacji na stronach Kościoła nabożeństwa w parafii nie odbywają się, gdyż miejscowość Ohagamiut jest opuszczona. Część jej dawnych mieszkańców należy do parafii w Marshall.